# Michael Morgan (roddare)
Michael Dennis Morgan, född 19 december 1946 i Sydney i New South Wales, är en australisk före detta roddare.
Morgan blev olympisk silvermedaljör i åtta med styrman vid sommarspelen 1968 i Mexico City.